# Тереза Србова
Тереза Србова (чеськ. Tereza Srbová; нар. 23 червня 1984, Прага, Чехословаччина) — чеська акторка та модель. Закінчила Карлів університет (філософський факультет).

## Вибіркова фільмографія
- Сирена (2010)
- Всередині (2012)
- Код «Червоний» (2018)